# Kid chocolat
Kid Chocolat est un musicien electro et producteur suisse de Genève né le 26 mars 1974.
Il aime triturer et détourner la matière cinématographique. Celle de ces morts-vivants dont les séries B de bric et de broc se sont repues, des années 1930 jusqu'aux œuvres culte de George A. Romero dans « Zombiparti! » (2005). Celle de Dario Argento aussi, maître italien de l'horreur auquel il a rendu hommage dans « Who's afraid of Dario Argento? » (2001), autre album exploratoire des souterrains sanguins du septième art conçu dans la foulée d'un mini-album liminaire saluant le déjanté Peter Sellers. Si Kid Chocolat aime le cinéma, les citations tirées des BO de John Barry, Ennio Morricone ou Lalo Schifrin, les sonorités rétro et l'échantillonnage de dialogues, il a également créé le label Poor Records, imaginé une compilation-hommage aux débuts new wave de Stephan Eicher sous l'appellation Grauzone, signé la bande-son du film Super 8 de l'artiste vidéo Pascal Greco, sorti un album-bd avec le dessinateur Luz sous le nom de The Scribblers et collabore régulièrement avec Asia Argento, fille de Dario Argento. En 2019, sort « Shadow » sa nouvelle bande originale et son premier court-métrage réalisé avec Pascal Greco, avec Asia Argento et sa fille Anna-Lou Castoldi dans les rôles principaux. Il a des préférences musicales notoires pour le psychédélisme, l'absurde, le noir et le suspense. 

## Discographie
- Hello Children, The Peter Sellers (EP)
- Who's Afraid Of Dario Argento? (EP)
- Life And Death Of Romano Poal (album)
- Hello Children, The Peter Sellers (Remix)
- Zombiparti! (Album)
- "Super 8" (original soundtrack / un film de Pascal Greco)
- Fortuna : Fortuna (Musician and producer)
- "Kaleidoscope"
- "The Scribblers" (avec Luz)
- "Shadow" (original soundtrack / film réalisé avec Pascal Greco)

Il a également assuré la direction artistique de la compilation "Ich Möchte Ein Eicher Sein" et hommage à Grauzone et Stephan Eicher.